# 人工岛
人工島是人工建造而非自然形成的岛屿，一般在小岛和暗礁基础上建造，是填海造陸的一种。人工島的大小不一，由擴大現存的小島、建築物或暗礁，或合併數個自然小島建造而成；有時是獨立填海而成的小島，用來支撐建築物或構造體的單一柱狀物支撐其整體。早期的人工島是浮島結構，建於水上，或以木製、巨石等在淺水建造。如下文所述的crannog和南馬都爾）。現在的人工島大多填海而成，然而，一些是通過運河的建造分割出來的（如多瑙島和迪特馬爾申縣），或者，因為流域泛濫，小丘頂部被水分隔，形成人工島（如巴洛科羅拉多島）。此外，一些甚至會以石油平臺的方式建造（如西蘭公國和玫瑰島共和國）。

## 歷史
除了人所共知的現代印象外，人工島在世界各地也存在已久。其歷史可追溯至史前時期的蘇格蘭和愛爾蘭的crannog（古凱爾特人的湖上住所）、密克羅尼西亞南馬都爾的慶典中心，以及的的喀喀湖尚存的浮島。墨西哥城的阿茲特克人遺址特諾奇提特蘭，在西班牙人抵達時是25萬人的根據地，座落在特斯科科湖中的自然小島。該湖四周是無數的Chinampa。
很多人工島都在市內的港口上建造，以提供和城市不相連的等殊地皮，或出讓予房地產。否則，人工島是難以在稠密的大城市容身的。日本江戶時代的出島是前者的例子。該島建於長崎一個海灣，是歐洲零售商的中心。鎖國政策時期，荷蘭人可以逗留日本，在出島進行有限度的貿易，而日本人除了公事以外則不能進入出島。同樣地，愛麗絲島位於美國紐約市旁邊的上紐約灣，前身是一個小島，主要填海而成，是19世紀末至20世紀初的美國移民隔離中心，用來阻隔被拒入境的患病或有知覺缺陷者逃到市區，並藉此遏止非法移民。加拿大蒙特利爾的聖母島（Île Notre-Dame），為1967年加拿大世界博覽會而建，最著名的人工島之一。
威尼斯人群島（Venetian Islands）位於美國佛羅里達州邁阿密灘（Miami Beach）比斯坎灣。1920年代地產蓬勃時期，隨着漲價效應，該島的房地產越建越多。地產泡沫爆破後，比斯坎灣損傷慘重，爛尾項目隨處所見。一家新興城市發展公司那時候正為一個名為Isola di Lolando的島嶼興建防波堤，但無法在1926年邁阿密颶風和大蕭條時期經營下去。島嶼建造項目隨即腰斬。80年後，項目的混凝土樁基仍然屹立，另一項發展捲土重來。

## 現代工程

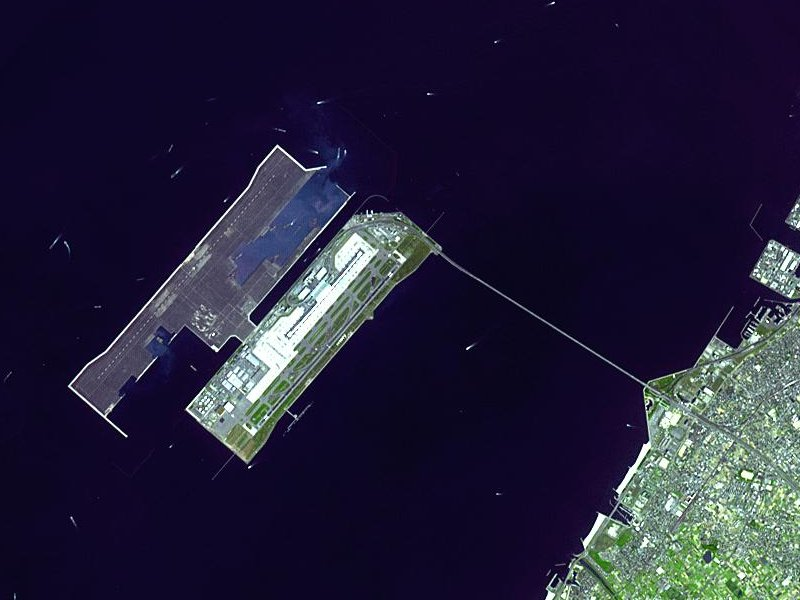
關西國際機場的衛星圖像

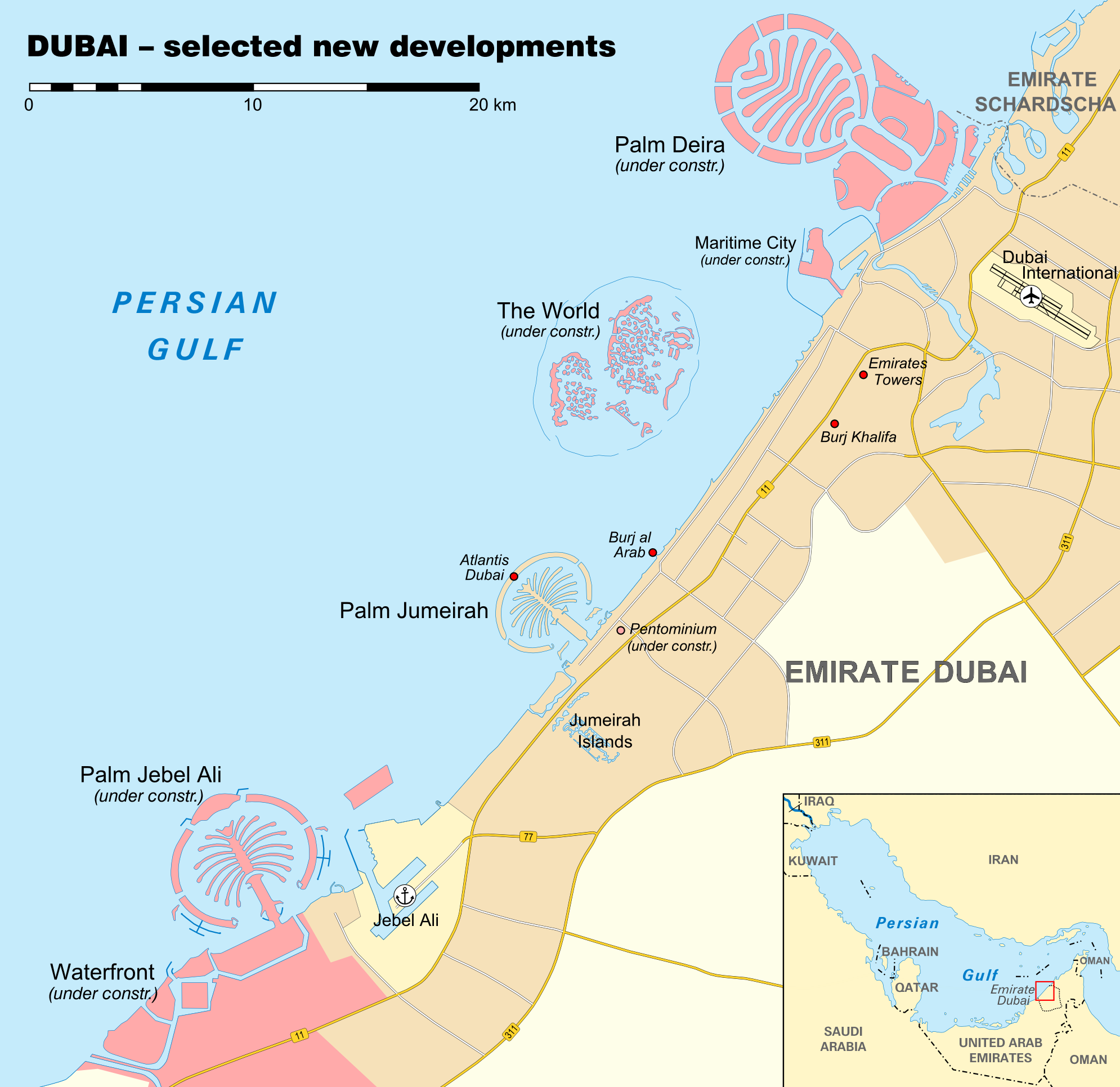
杜拜三座棕櫚島的設計，由左至右分別為：傑貝阿里、朱美拉、德拉

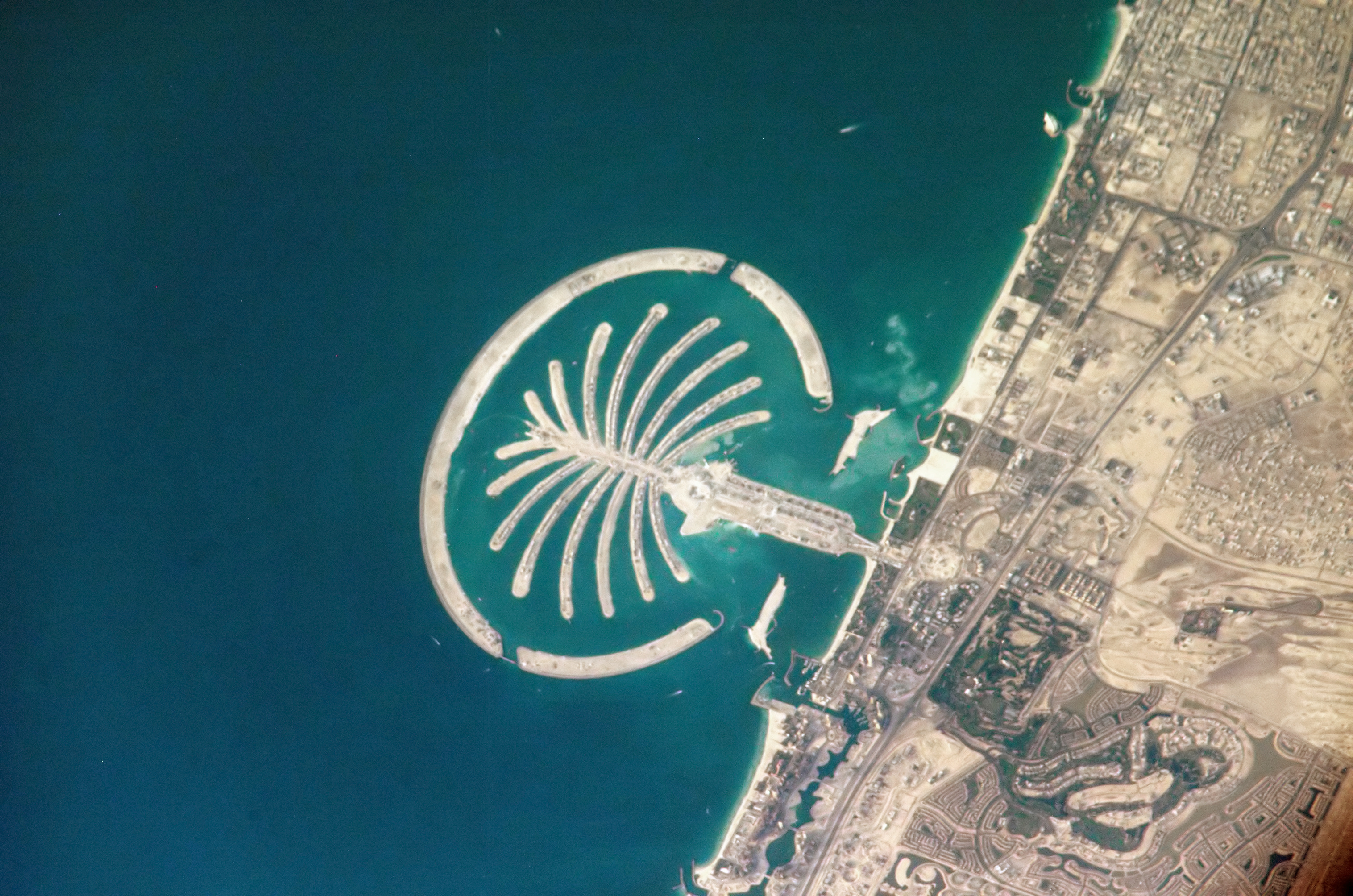
杜拜的朱美拉棕櫚島

當代一些人工島工程更見雄心勃勃。關西國際機場建於1994年，是首個完全在人工島上建造的機場。緊隨其後的是2005年的中部國際機場，以及2006年的新北九州機場和神戶機場。
杜拜擁有一些全球最大的人工島群，包括三個棕櫚群島項目、世界群島及杜拜海岸，尤以杜拜海岸規模最大。
荷蘭亦計劃在北海興建人工島，或會建造成鬱金香形狀。

## 面積最大人工島
根據建設增加的面積排名。
| 排名 | 名稱             | 面積 (km²) | 位置   | 建成年份 | 用途             |
| ---- | ---------------- | ---------- | ------ | -------- | ---------------- |
| 1    | 弗萊福圩田       | 970        | 荷蘭   | 1968     | 城鎮、農業       |
| 2    | 亞斯島           | 25         | 阿联酋 | 2018     | 亚斯码头赛道     |
| 3    | 香港國際機場     | 20.64      | 香港   | 1998     | 機場、出入境口岸 |
| 4    | 关西国际机场     | 10.68      | 日本   | 1994     | 機場             |
| 5    | 傑貝勒阿里棕櫚島 | 8          | 阿联酋 | 未知     | 已暫停           |
| 6    | 中部國際機場     | 6.8        | 日本   | 2005     | 機場             |
| 7    | 朱美拉棕櫚島     | 6.5        | 阿联酋 | 未知     | 住宅             |
| 8    | 六甲人工島       | 5.8        | 日本   | 1992     | 住宅             |
| 9    | 美济礁           | 5.58       | 中国   | 未知     |                  |
| 10   | 港灣人工島       | 5.2        | 日本   | 1981     | 住宅             |
| 11   | 威靈登島         | 3.96       | 印度   | 1936     | 港口、海軍基地   |
| 12   | 渚碧礁           | 3.95       | 中国   | 未知     |                  |

## 著名人工岛

### 中国大陆
- 沙长城
- 洋山深水港
- 港珠澳大橋珠澳口岸人工島，位於澳門以東的海面上

### 香港
- 香港國際機場，建在赤鱲角人工島上
- 港珠澳大橋香港口岸，建在赤鱲角以東人工島上
- 香港會議展覽中心新翼部分，建於人工島上，中環及灣仔填海計劃及中環灣仔繞道完成後成為香港島的一部分
- 明日大嶼計劃，於喜靈洲及交椅洲填海（規劃中，預計2035年落成）
- 青馬大橋馬灣橋塔人工島，位於青馬大橋下，馬灣海峽中，馬灣與青衣兩島之間
- 汀九橋橋塔人工島，位於汀九與青衣之間
- 翠屏河人工浮島，於翠屏河於2024年翻新後建成

### 澳門
- 澳門國際機場

### 日本
- 关西国际机场，建在大阪灣人工岛上
- 中部國際機場，建在伊勢灣人工島上
- 御台場，位於東京灣的人工島，通稱「臨海副都心」，由江戶末期的防衛設施改建

### 杜拜
- 棕櫚群島，世界最大的人工群島項目
  - 朱美拉棕櫚人工島
- 世界群島，仿世界地形而建的人工群島

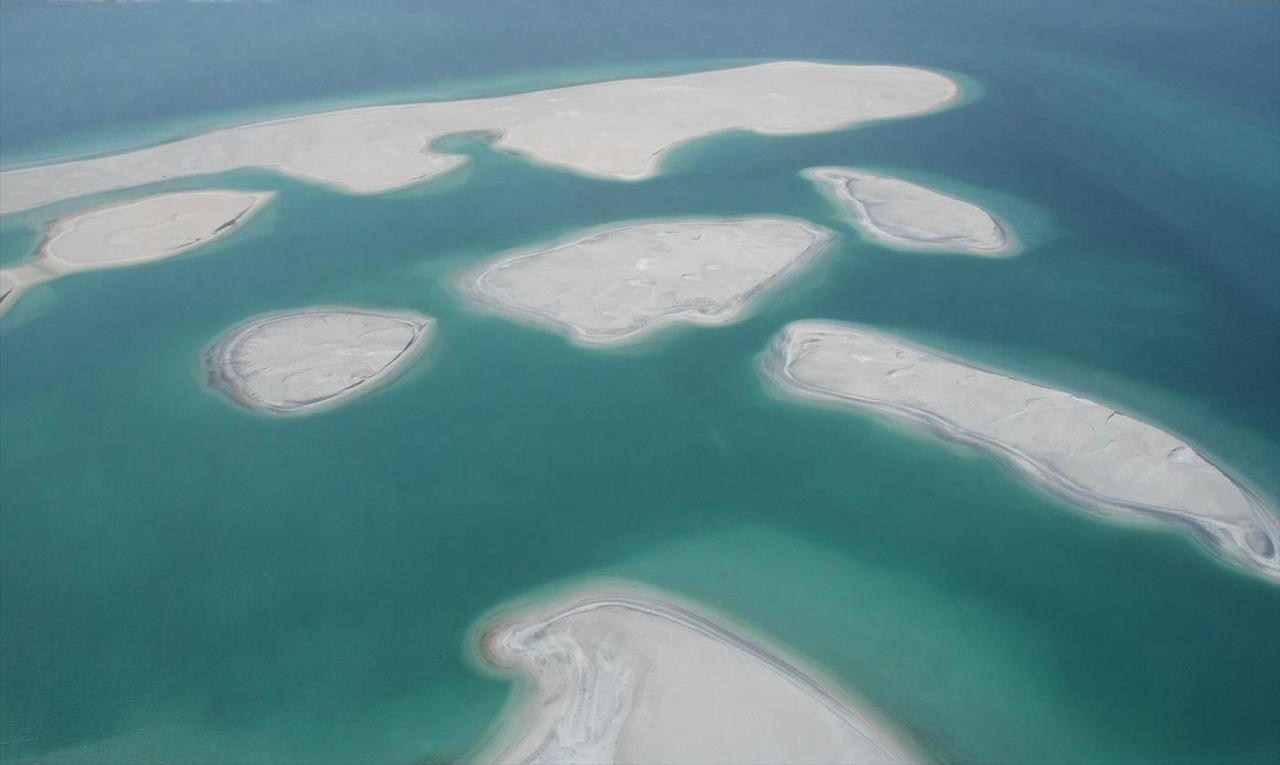
世界群島，2007年5月1日
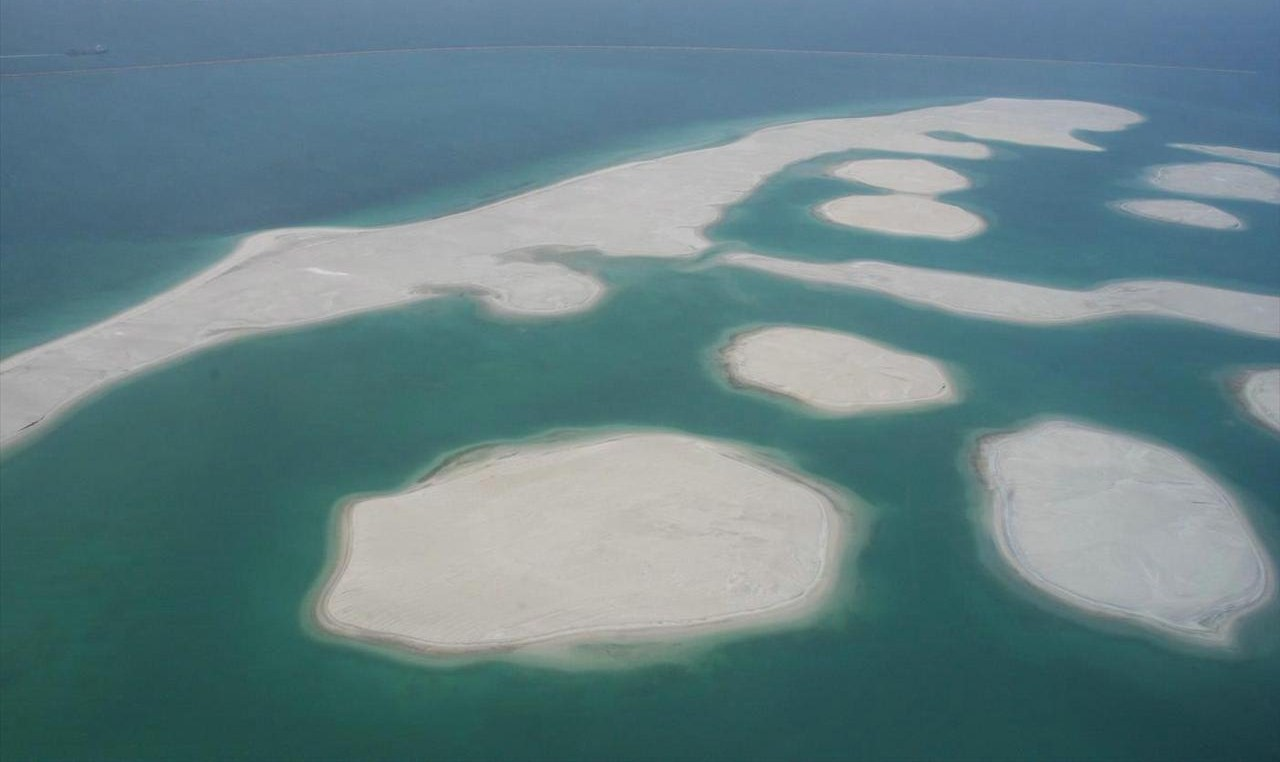
世界群島，2007年5月1日
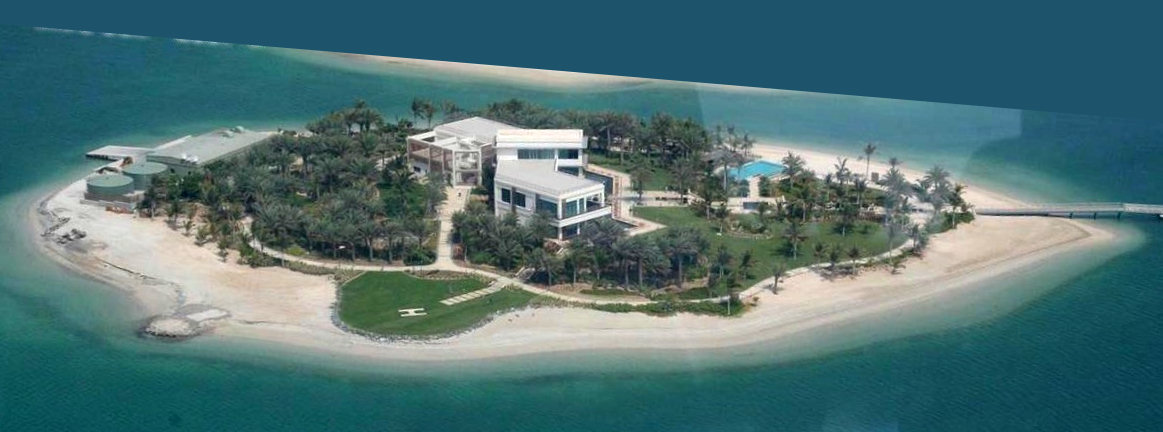
世界群島及其首棟建築
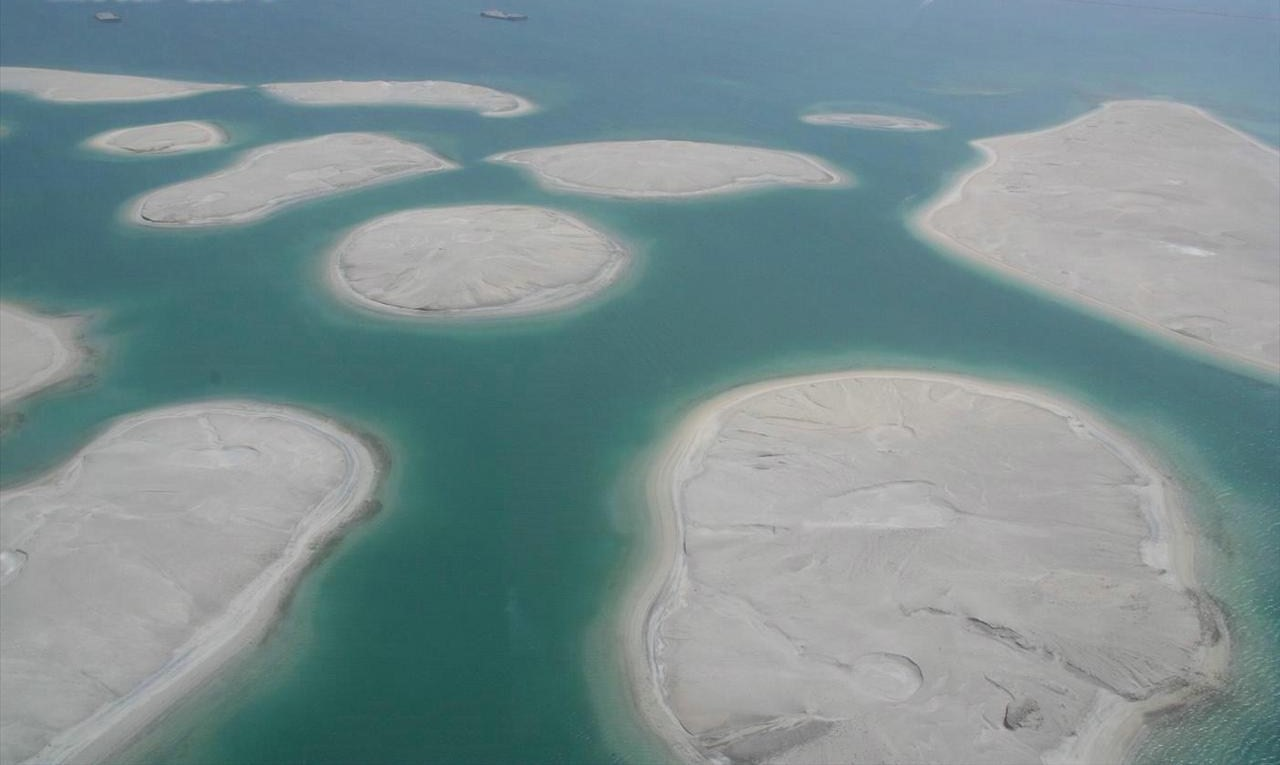
世界群島，2007年5月1日

### 其他
- 裕廊島，新加坡炼油中心
- 西兰公国，一個由個人宣稱建立而未被承認的國家（實體）
- 特諾奇提特蘭，阿兹特克人的首都，為現代墨西哥城的前身
- 五期重劃區，台灣台南市安平區的新市區，由原潟湖地形填海造陸而成
- 玫瑰島共和國（Republic of Rose Island）

## 政治地位
依據《聯合國海洋法公約》，人工島受到一定的法律承認。近岸設施和人工島嶼不應視為永久海港工程（第十一條），並在200海里（370公里）內隸屬最近的沿海國的管轄範圍（第五十六條）。人工島嶼、設施和結構不具有島嶼地位，它們沒有自己的領海，其存在也不影響領海、專屬經濟區或大陸架界限的劃定；同時，只有沿海國有權建造人工島嶼（第六十條）。然而，在國家管轄範圍以外的公海，任何「國家」可建造人工島嶼（第八十七條）。
一些私人國家在人工島主體上建立，西蘭公國、玫瑰島共和國就是典型的例子。